# 关礼 (1963年)
关礼（1963年1月—），汉族，广西宾阳人，中国共产党党员。中华人民共和国政治人物、第十三届全国人民代表大会广西壮族自治区代表。

## 生平
2018年，关礼被选为广西壮族自治区出席第十三届全国人民代表大会代表。